# Allée Mary-Reynolds
L'allée Mary-Reynolds est une voie située dans le 14e arrondissement de Paris, en France.

## Situation et accès
La dénomination « allée Mary-Reynolds » est attribuée au terre-plein central de l'avenue René-Coty, entre la rue Dareau et la rue de la Tombe-Issoire.

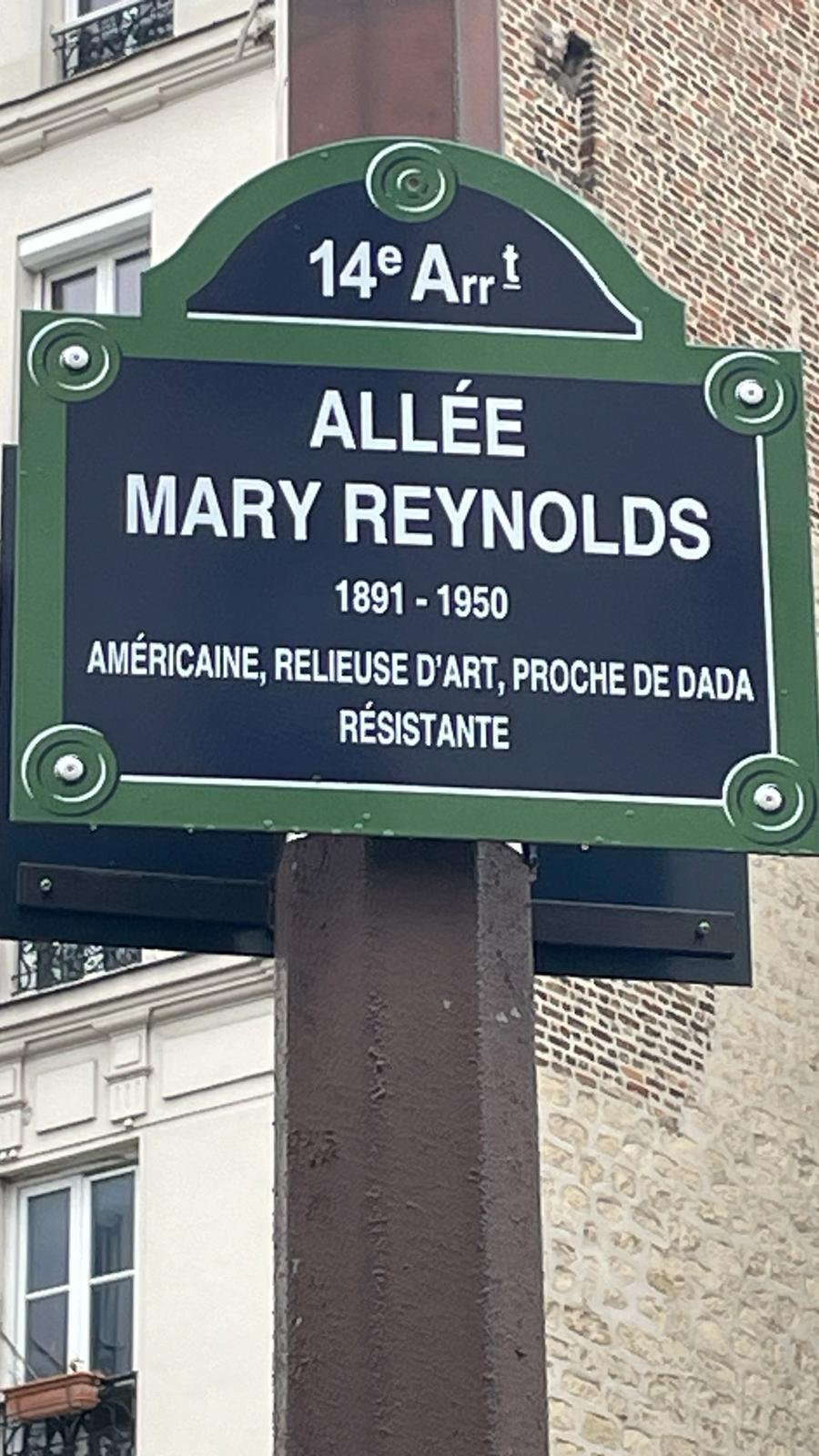

## Origine du nom
La voie porte le nom de Mary Reynolds (1891-1950), collectionneuse d'art moderne américaine et résistante. Son atelier était situé au no 14 de la rue Hallé.

## Historique
Par délibération des 14, 15, 16 et 17 mars 2023 le terre-plein central de l'avenue René-Coty prend la dénomination de « allée Mary Reynolds ».